# Тоттори (город)
Тотто́ри (яп. 鳥取市 Тоттори-си) — Центральный город Японии и административный центр префектуры Тоттори.
Тоттори лежит на юге острова Хонсю, самого крупного острова Японии, недалеко от побережья Японского моря.
Тоттори получил статус города 1 октября 1889 года. В 2004 году территория города была расширена за счет некоторых прилегающих к нему населённых пунктов.
10 сентября 1943 года город был частично разрушен землетрясением, унёсшим жизни более тысячи жителей.
Площадь города составляет 765,66 км², население — 193 487 человек (1 августа 2014), плотность населения — 252,71 чел./км².

## Достопримечательности
Город известен самыми большими в стране песчаными дюнами.
В центре старого города у подножия горы лежит разрушенный ныне замок Тоттори. Он открыт для посещения, и каждую осень в нём проводится Праздник замка. По соседству с замком находятся храмы, музеи (в том числе резиденция Дзинпукаку и Музей Тоттори) и городские парки. Также в Тоттори находятся руины замка Сикано.
Летом в городе проходит Фестиваль Сян-Сян (яп. しゃんしゃん祭り Сян-Сян мацури). Во время фестиваля празднично одетые команды участников танцуют с большими зонтиками. Название «сян-сян» произошло от звука, издаваемого маленькими колокольчиками и кусочками металла, прикреплённых к зонтикам. Один из самых больших таких зонтиков украшает фойе вокзала Тоттори.
В начале лета Тоттори принимает одну из самых крупных пляжных вечеринок в стране, San In Beach Party. Праздник продолжается все выходные, участвовать в нём приглашаются известные национальные диджеи.
В Тоттори расположены два университета. Университет Тоттори находится в западной части города, частный университет Тоттори по изучению окружающей среды — в юго-восточной части.

## Климат
| Показатель                    | Янв.  | Фев.  | Март  | Апр.  | Май   | Июнь  | Июль  | Авг.  | Сен.  | Окт.  | Нояб. | Дек.  | Год    |
| ----------------------------- | ----- | ----- | ----- | ----- | ----- | ----- | ----- | ----- | ----- | ----- | ----- | ----- | ------ |
| Средний суточный максимум, °C | 7,4   | 7,6   | 11,8  | 18,3  | 23,1  | 26,7  | 30,1  | 31,8  | 26,8  | 21,4  | 16,1  | 10,9  | 19,3   |
| Средний суточный минимум, °C  | 0,5   | 0,2   | 2,4   | 6,9   | 11,9  | 17,5  | 21,7  | 22,5  | 18,1  | 11,6  | 7,0   | 2,7   | 10,3   |
| Норма осадков, мм             | 185,3 | 165,0 | 124,6 | 120,5 | 121,4 | 168,0 | 202,5 | 134,8 | 246,6 | 147,7 | 162,0 | 171,1 | 1949,5 |
| Источник:                     |       |       |       |       |       |       |       |       |       |       |       |       |        |

## Транспорт
Расположенный в торговом районе города железнодорожный вокзал Тоттори осуществляет регулярное пассажирское сообщение. Время пути до Осаки составляет 2.30 часа. Местные и междугородные перевозки выполняет автовокзал, находящийся рядом с вокзалом. В западной части города лежит аэропорт Тоттори, который ежедневно производит рейсы в аэропорт Ханэда в Токио.

## Экономика и промышленность
Электронная и метизная промышленность.

## Ссылки

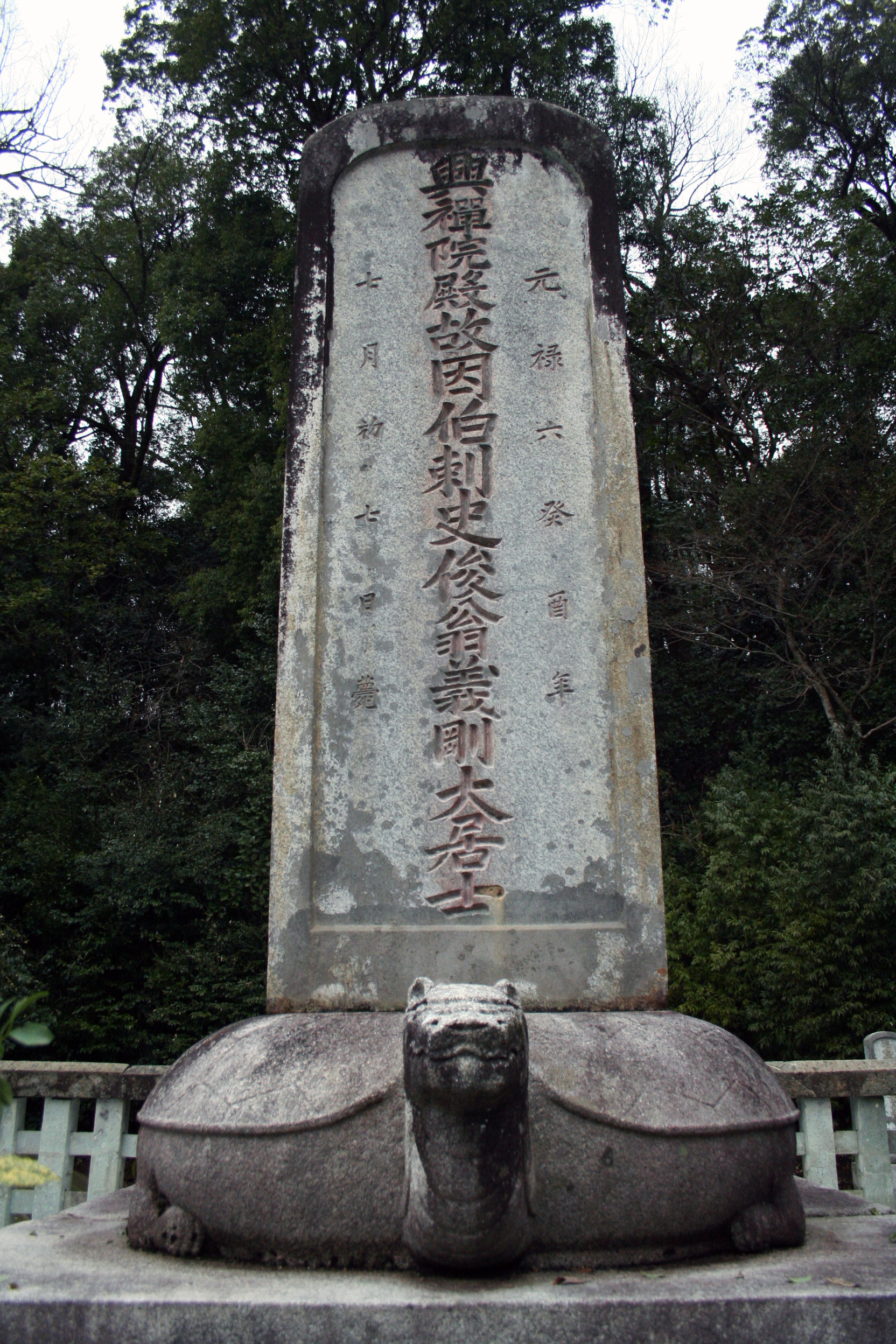
Мемориальная черепаха в честь Икэды Мицунаки (1630-1693), одного из феодальных правителей Тоттори

## Города-побратимы
- Кусиро, Япония
- Ивакуни, Япония
- Ханау, Германия
- Чхонджу, Южная Корея